# Gyda
Gyda est un village du raïon Tazovski, dans le district autonome de Iamalo-Nénétsie, dans le district fédéral de l'Oural, en Russie Sa population s'élève à 3 235 habitants.